# Elektromos szuszceptibilitás
Egy dielektrikum elektromos szuszceptibilitása χe az anyagi minőségre jellemző állandó.
Külső elektromos térbe helyezett közegben az atomok, molekulák körüli elektronfelhő eloszlását a tér megváltoztatja, a közeg elektromosan polarizálódik. Ennek a polarizációnak a mértékét egyrészt a tér nagysága, másrészt a közeg elektromos jellemzője, a dimenzió nélküli mennyiségként definiált szuszceptibilitás határozzák meg.
Homogén, izotrop közegben a χ egy szám – egy arányossági tényező – ami megadja az E elektromos térerősség és a P indukált dielektromos polarizációs sűrűség közötti lineáris kapcsolatot:
{\displaystyle {\mathbf {P} }=\varepsilon _{0}\chi _{e}{\mathbf {E} }}
ahol {\displaystyle \varepsilon _{0}}  a vákuum elektromos permittivitása.
A közeg szuszceptibilitása és {\displaystyle \varepsilon _{r}}  relatív permittivitása összefüggő mennyiségek:
{\displaystyle \chi _{e}\ =\varepsilon _{r}-1}
A vákuum szuszceptibilitása tehát zérus: {\displaystyle \chi _{e}\ =0}
A külső tér hatására a közegben kialakult elektromos teret a D elektromos eltolás vektorral jellemezhetjük, kapcsolata a polarizációval a következő:
{\displaystyle \mathbf {D} \ =\ \varepsilon _{0}\mathbf {E} +\mathbf {P} \ =\ \varepsilon _{0}(1+\chi _{e})\mathbf {E} \ =\ \varepsilon \mathbf {E} }

## Molekuláris szintű polarizáció
A közeg makroszkopikusan észlelhető elektromos tulajdonságait az egyedi molekulák polarizációs tulajdonságai hozzák létre. A molekulák indukált dipólusmomentuma és a lokális elektromos térerősség közötti kapcsolat a következő: :{\displaystyle \mathbf {p} =\varepsilon _{0}\alpha \mathbf {E_{\text{local}}} }, ahol {\displaystyle \alpha } a molekuláris polarizálhatóság.
A lokálisan észlelhető elektromos tér lehet egy kondenzátor elektromos tere, de akár egy ion vagy dipólus elektromos tere is.
A létrejövő átlagos polarizálhatóságot a Clausius–Mossotti összefüggés írja le, amiben a relatív permittivitás és a molekuláris polarizáció közötti kapcsolat a következő: 
{\displaystyle {\frac {\epsilon _{\mathrm {r} }-1}{\epsilon _{\mathrm {r} }+2}}\cdot {\frac {M}{d}}={\frac {N_{A}\alpha }{3\epsilon _{0}}}}, ahol M a moláris tömeg, d a sűrűség, NA az Avogadro-szám

## Nemlineáris szuszceptibilitás
Elegendően intenzív elektromos tér esetén – például egy lézer elektromos terében – a térerősség és a polarizáció nem lesz egyenesen arányos egymással. A nemlineáris optika témakörébe eső jelenségek többek között a különbségi frekvenciakeltés, a frekvenciakétszerezés. Ez utóbbi fordul elő például egy lézer mutatóban, amikor az infravörös lézerfény egy kristályon áthaladva zöld színű fényként lép ki.
Általános esetben a polarizációt a térerősség függvényében egy Taylor-sorral fejezhetjük ki
{\displaystyle P=P_{0}+\varepsilon _{0}\chi ^{(1)}E+\varepsilon _{0}\chi ^{(2)}E^{2}+\varepsilon _{0}\chi ^{(3)}E^{3}+\cdots .}
Az elsőrendű tag {\displaystyle \chi ^{(1)}} a már fentebb ismertetett lineáris szuszceptibilitás. Amíg ez egy dimenzió nélküli mennyiség, addig a magasabb rendűek {\displaystyle \chi ^{(n)}} mértékegysége: (m/V)n-1.
Az anizotrop közegekben az n-ed rendű szuszceptibilitás {\displaystyle \chi ^{(n)}} egy n+1-ed rendű tenzor.

## Diszperzió és kauzalitás
A közegben a külső tér hatására bekövetkező változás, a polarizálódás nem rögtön, hanem időben késleltetve jelentkezik, másrészt a polarizáció nagysága változik az időben. Ennek a folyamatnak a jellemzésére a polarizáció változásának időbeliségét jellemző időfüggvényt a következőképpen írhatjuk fel:
{\displaystyle \mathbf {P} (t)=\varepsilon _{0}\int \limits _{-\infty }^{t}\chi (t-t')\mathbf {E} (t')\,dt'.}
Azaz a polarizáció az elektromos tér és a korábbi időpillanathoz tartozó szuszceptibilitásnak, a χ(Δt)-nak a konvolúciója. Az integrál felső határa akár a végtelenig is kiterjeszthető. Az azonnali válasz a Dirac-delta szuszceptibilitás függvénnyel írható le χ(Δt) = χδ(Δt).
A közeg válaszát egy lineáris rendszer esetén az időfüggvény helyett szokás a frekvencia függvényében, azaz a spektrummal megadni. A spektrum az időfüggvényből Fourier-transzformációval számolható. A konvolúció elmélete szerint az időtérben felírt integrál a frekvenciatérben egy egyszerű szorzattá válik:
{\displaystyle \mathbf {P} (\omega )=\varepsilon _{0}\chi (\omega )\mathbf {E} (\omega ).}
A közeg szuszceptibilitása természetesen függ a frekvenciától is, ez a diszperzió jelensége.
A tény, hogy a polarizáció az elektromos tér megelőző állapotától függ (azaz χ(Δt) = 0, ha Δt < 0), a kauzalitás következménye.

## Fordítás
Ez a szócikk részben vagy egészben  az   Electric susceptibility című angol Wikipédia-szócikk fordításán alapul.  Az eredeti cikk szerkesztőit annak laptörténete sorolja fel. Ez a jelzés csupán a megfogalmazás eredetét és a szerzői jogokat jelzi, nem szolgál a cikkben szereplő információk forrásmegjelöléseként.